# M3浮門橋
M3浮門橋是一款自走式兩棲架橋車輛，主要用於坦克和其他車輛跨越水的障礙。100公尺浮橋，架設所需時間約二十五分鐘。

## 使用國

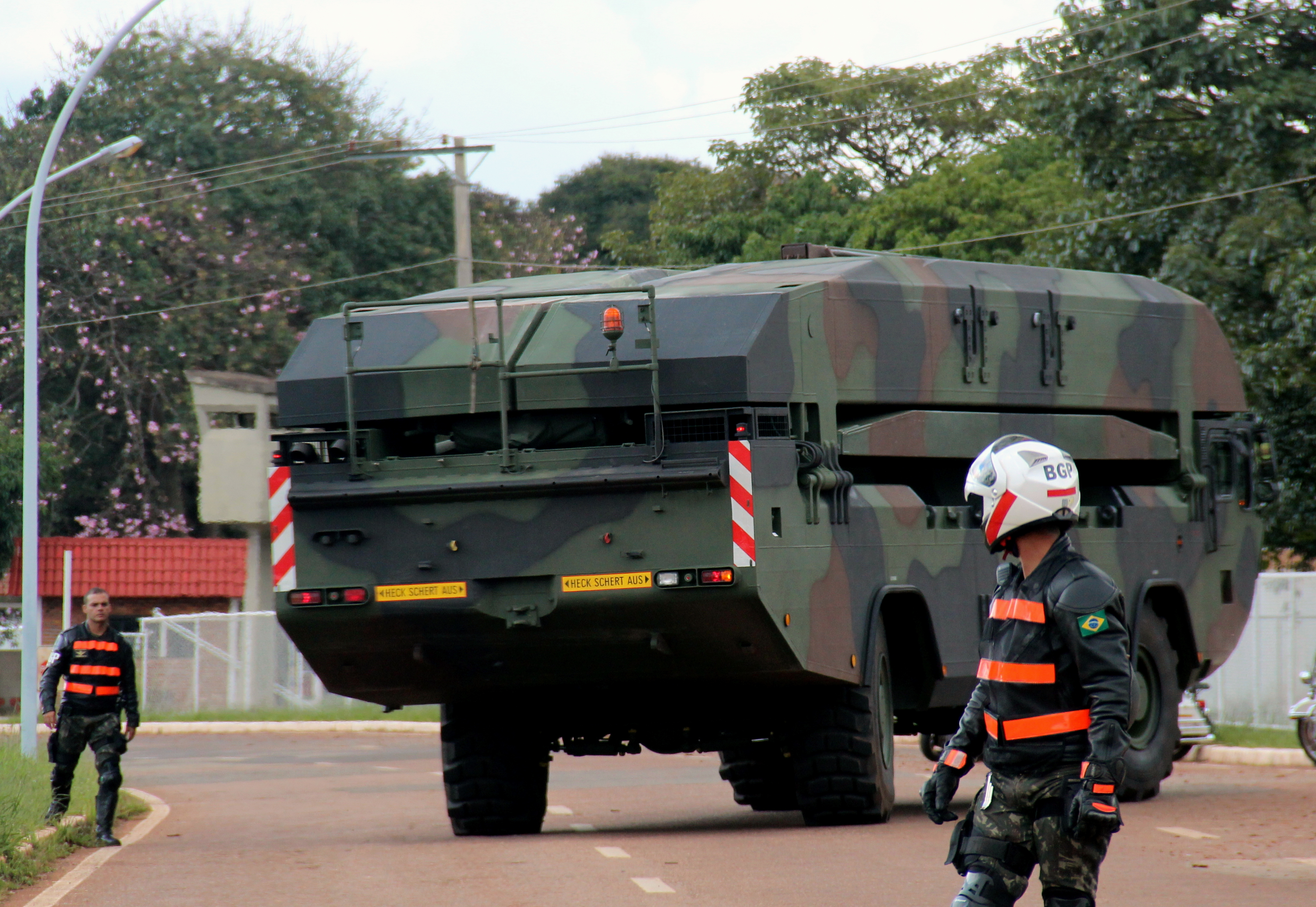
Brazilian M3 Amphibious Rig

- 德国 — 德國陸軍
- 英国 — 英國陸軍
- 中華民國 — 中華民國陸軍[4]
- 新加坡 - 新加坡陸軍
- 巴西 — 巴西陸軍

## 外部連結
- General Dynamics European Land Systems - M3 Amphibian （页面存档备份，存于）